# Erandio (metropolitana di Bilbao)
Erandio è una stazione della linea 1 della metropolitana di Bilbao.
Si trova lungo Geltokia Hiribidea, nel quartiere Altzaga di Erandio.

## Storia
La stazione è stata inaugurata l'11 novembre 1995 con il primo tratto della linea 1.
Precedentemente è stata una stazione della linea Bilbao - Plentzia di Ferrocarriles Vascos. Si tratta della prima stazione ad essere stata sotterrata per la realizzazione della linea 1 della metropolitana, secondo il progetto dell'architetto Francisco Javier Sáenz de Oiza.
È stata ristrutturata tra il 1997 e il 1998, cercando si adattarla al disegno delle altre stazioni ma cercando di mantenerne al contempo il disegno originale.